# Fisher Athletic Football Club
Il Fisher Athletic Football Club è stato un club calcistico della zona sudorientale di Londra.

## Storia

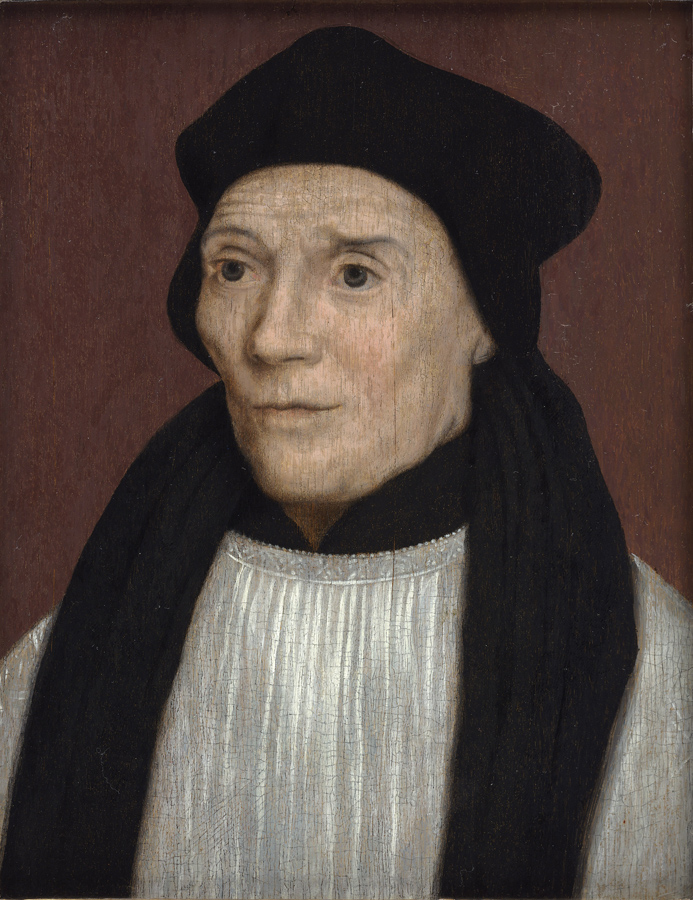
John Fisher, eponimo del club.

Il Fisher Athletic nacque nel 1908 ad opera della John Fisher Catholic Society, fondazione che si proponeva di fornire strutture calcistiche ai minori non abbienti del distretto londinese di Bermondsey. Nel dettaglio deve il suo nome a John Fisher, vescovo di Rochester e tutore del futuro sovrano Enrico VIII. Per moltissimi anni il club militò in campionati locali, avvalendosi di strutture fatiscenti sino al 1982 quando approdò, al Surrey Docks.
Cominciarono ad arrivare anche alcuni buoni risultati, in particolare il reiterato approdo al primo turno della FA Cup. Nel 1984 il club raggiunse inoltre la semifinale di Coppa Anglo-Italiana, perdendola per 3-2 sul campo degli italiani del Francavilla, per poi sconfiggere per 3-2 nella finale per il terzo e quarto posto i connazionali del King's Lynn.
Il record di affluenza risale al 4 maggio 1991 contro il Barnet: la partita fu seguita da 4.283 spettatori. La squadra ha disputato anche partite casalinghe al Champion Hill di Dulwich, lo stadio dei rivali del Dulwich Hamlet, durante l'attesa della risistemazione del proprio stadio. Nel 2009 la squadra è stata dichiarata fallita, ponendo fine a ben 101 anni di storia.

## Allenatori
- Malcolm Allison (1989)
- Alan Walker (1999-2000)
- Wayne Burnett (2004-2005)
- Justin Edinburgh (2006)
- Wayne Burnett (2007-2008)
- Dave Mehmet (2008-2009)

## Palmarès

### Competizioni nazionali
- Southern Football League: 2

1982-1983, 1986-1987
- Spartan League: 3

1977-1978, 1980-1981, 1981-1982
- Isthmian Football League Cup: 1

2005-2006

### Competizioni regionali
- Kent Senior Cup: 1

1983-1984
- London Senior Cup: 5

1984-1985, 1987-1988, 1988-1989, 2004-2005, 2005-2006

### Altri piazzamenti
- Coppa Anglo-Italiana:

Semifinalista: 1984
- Southern Football League:

Terzo posto: 1985-1986
- Isthmian League:

Terzo posto: 2005-2006